# 大阪市立敷津浦小学校
大阪市立敷津浦小学校（おおさかしりつ しきつうらしょうがっこう）は、大阪府大阪市住之江区にある公立小学校。

## 沿革
1872年の学制発布の際、住吉郡西部の十数か村（町村制施行により墨江村・住吉村・依羅村・敷津村・安立町の5町村に集約。おおむね現在の住吉区と住之江区のうち、粉浜と南港を除く地域に相当）を校区とする住吉小学校（現在の大阪市立墨江小学校）が創設された。
2年後の1874年、住吉小学校から分かれる形で住吉郡北島村（町村制施行で東成郡敷津村）に第三中学区第七大区第六番北島小学校（住吉郡北島小学校）が創設された。この時に設置された北島小学校が、敷津浦小学校の直接的な起源にあたる。
北島小学校は、敷津村の成立により、新しい村の名前をとって敷津小学校に改称している。1919年には敷津村北部を校区とする敷津第二尋常小学校（現在の大阪市立加賀屋小学校）を分離した。
敷津村は1925年に大阪市に編入されたが、編入後もしばらく「敷津小学校」を名乗っていた。しかし大阪市には浪速区にも同名の敷津小学校（現在の大阪市立敷津小学校）があった。そのため2つの敷津小学校の間で、学校事務上の混同や郵便物の誤配、訪問者の誤訪問などがしばしば発生した。混同を避けるため、大阪市編入から13年後の1938年に現在の「敷津浦」へと校名変更をおこなっている。
太平洋戦争の影響で、1944年9月に初等科児童は南河内郡南八下村（現在の堺市東区・美原区）に集団疎開を実施している。さらに疎開先も危険として、1945年5月には島根県能義郡母里村・井尻村（現在の安来市）へ再疎開を実施している。
また高等科児童は1944年12月より、男子は栗本鐵工所加賀屋工場、女子は近畿日本鉄道（現在の阪堺電気軌道）我孫子道車庫へ勤労動員された。高等科は翌1945年6月1日付で廃止され、高等科単独設置の国民学校・大阪市西粉浜国民学校へと統合されている。
1960年代以降地域が宅地化したことに伴い児童数が増加したため、大阪市立住之江小学校・大阪市立新北島小学校を分離開校させている。

### 年表
- 1874年11月5日 - 第三中学区第七大区第六番北島小学校として創立。
- 1891年 - 住吉郡北島尋常小学校と改称。
- 1894年4月1日 - 敷津村が成立したことに伴い、住吉郡敷津尋常小学校と改称。現在地に移転。
- 1896年 - 住吉郡と東成郡の合併により、東成郡敷津尋常小学校となる。
- 1918年6月 - 分校を設置。
- 1919年1月15日 - 分校が東成郡敷津第二尋常小学校（現在の大阪市立加賀屋小学校）として独立。
- 1922年4月1日 - 高等科を併設。東成郡敷津尋常高等小学校と改称。
- 1925年4月1日 - 大阪市に編入。大阪市敷津尋常高等小学校と改称。
- 1934年9月21日 - 室戸台風で校舎倒壊。
- 1938年7月1日 - 大阪市敷津浦尋常高等小学校と改称。
- 1944年9月17日 - 初等科児童、南河内郡へ集団疎開。
- 1944年12月1日 - 高等科児童の勤労動員。
- 1945年5月13日 - 疎開先も危険として、島根県へ再疎開。
- 1945年6月1日 - 高等科を廃止し、大阪市西粉浜国民学校へ統合。
- 1945年6月15日 - 大阪大空襲で校舎を焼失。
- 1947年4月1日 - 学制改革により、大阪市立敷津浦小学校と改称。
- 1964年 - 学校規模過大化のため、分校を開設。
- 1965年4月1日 - 分校が大阪市立住之江小学校として独立開校（現在の大阪市立清江小学校の場所で開校）。
- 1969年 - 同和教育推進校に指定される。
- 1976年4月1日 - 大阪市立新北島小学校が分離開校。

## 通学区域
- 大阪市住之江区 御崎7丁目・8丁目、北島1丁目-3丁目、南加賀屋4丁目。

卒業生は大阪市立住之江中学校に進学する。

## 交通
- Osaka Metro四つ橋線・ニュートラム 住之江公園駅 南東へ約1.2km。
- 南海本線 住ノ江駅 南西へ約1.2km。
- 大阪シティバス 北島二丁目バス停。

## 出身者
- 辰巳琢郎（俳優、タレント）[2]
- 田上秀則（元プロ野球選手）